# Vierkirchen, Görlitz
Vierkirchen là một đô thị trong huyện Görlitz, bang tự do Sachsen, nước Đức. Đô thị Vierkirchen, Görlitz có diện tích 35,32 km², dân số thời điểm ngày 31 tháng 12 năm 2005 là 1958 người.